# 佩里·安德森
弗朗西斯·罗里·佩雷格林·"佩里"·安德森（英語：Francis Rory Peregrine "Perry" Anderson，1938年9月11日—），英国马克思主义历史学家、新左派理论家和政论家。他的研究范围涵盖历史社会学、知识史和文化分析，作品主要聚焦于西方马克思主义。

## 生平
1938年9月11日生於英国倫敦，他是加利福尼亚大学洛杉矶分校的历史学和社会学教授，1962年起担任《新左派评论》的编辑长达二十年。他是历史学家本尼迪克特·安德森的弟弟。

## 著作
- 《新的旧世界》，上海人民出版社，2017年8月，ISBN 9787208143364
- 《美国外交政策及其智囊》，金城出版社，2017年1月，ISBN 9787515513799
- 《从古代到封建主义的过渡》，上海人民出版社，2016年8月，ISBN 9787208138520
- 《绝对主义国家的系谱》，上海人民出版社，2016年8月，ISBN 9787208138360
- 《思想的谱系》，社会科学文献出版社，2012年11月，ISBN 9787509738856
- 《交锋地带》，中国社会科学出版社，2008年8月，ISBN 9787500462460
- 《西方左派图绘》，江苏人民出版社，2002年1月，ISBN 9787214030399
- 《当代西方马克思主义》，东方出版社，1989年，ISBN 9787506000901